# Đorđe Gagić
Đorđe Gagić (in serbo Ђорђе Гагић?; Bencovazzo, 28 dicembre 1990) è un cestista serbo.

## Carriera
Con la Serbia ha disputato i Campionati europei del 2013.

## Palmarès
- Campionato serbo: 2

Partizan Belgrado: 2012-13, 2013-14
- Campionato bosniaco: 1

Igokea: 2019-20
- Coppa di Serbia: 2

Partizan Belgrado: 2018, 2019
- Lega Adriatica: 1

Partizan Belgrado: 2012-13